# Kalsúbáí
Kalsúbáí (maráthsky कळसूबाई, Kaḷasūbāī, hindsky कलसुबाई, Kalasubāī, anglicky Kalsubai Range) je horské pásmo, které se táhne v délce asi 50 km západovýchodním směrem v indickém státě Maháráštra, jižně od města Nášik. Ze severu a západu ho ohraničuje údolí, kterým prochází silnice Nášik – Igatpurí – Bombaj; na východě přechází v Dekánskou plošinu a z jihu ho údolí řeky Pravará odděluje od pohoří Hariščandra. Kalsúbáí je součástí pohoří Západní Ghát, zde zvaného též Sahjádrí. Nejvyšší hora, která se jmenuje rovněž Kalsúbáí (1 646 m) je současně nejvyšším bodem celé Maháráštry.
K výstupu na vrchol slouží četné trekové trasy a zvířecí stezky. Hlavní trasa začíná ve vesnici Bari asi 6 km od Bhandardary. Do Bari se dá dostat přes Igatpurí na silnici z Mumbaí do Nášiku. Odsud jede časně ráno (asi v 5:30) autobus směrem na Puné, který v Bari staví.
Výstup z Bari na vrchol obvykle trvá tři hodiny. Krátce po opuštění Bari je nutné překročit potok, za kterým stojí Hanumanův chrám. U posledního železného žebříku nedaleko vrcholu je studna, ale v létě voda z ní není pitná. Zbytek trasy je bez vody, takže je nutné se zásobit v Bari. Cesta na vrchol je snadná, ale některá místa jsou poměrně strmá.
Na vrcholu je malý kalsubajský chrám, do kterého se vejdou sotva tři lidé. Otvírá se odsud výhled na rozlehlou bhandardarskou nádrž. Hory na severu zahrnují Ramsedž, Harihargad, Brahmagiri, Andžaneri, Ghargad, Bahulu, Tringalvádí a Kavnáí. Na východě jsou to Aundha, Višramgad, Bitangad, na západ Alang, Madangad, Kulang, Ratangad (jihozápad) a na jihu Pabhargad, Ghančakkar a Hariščandragad.

## Galerie

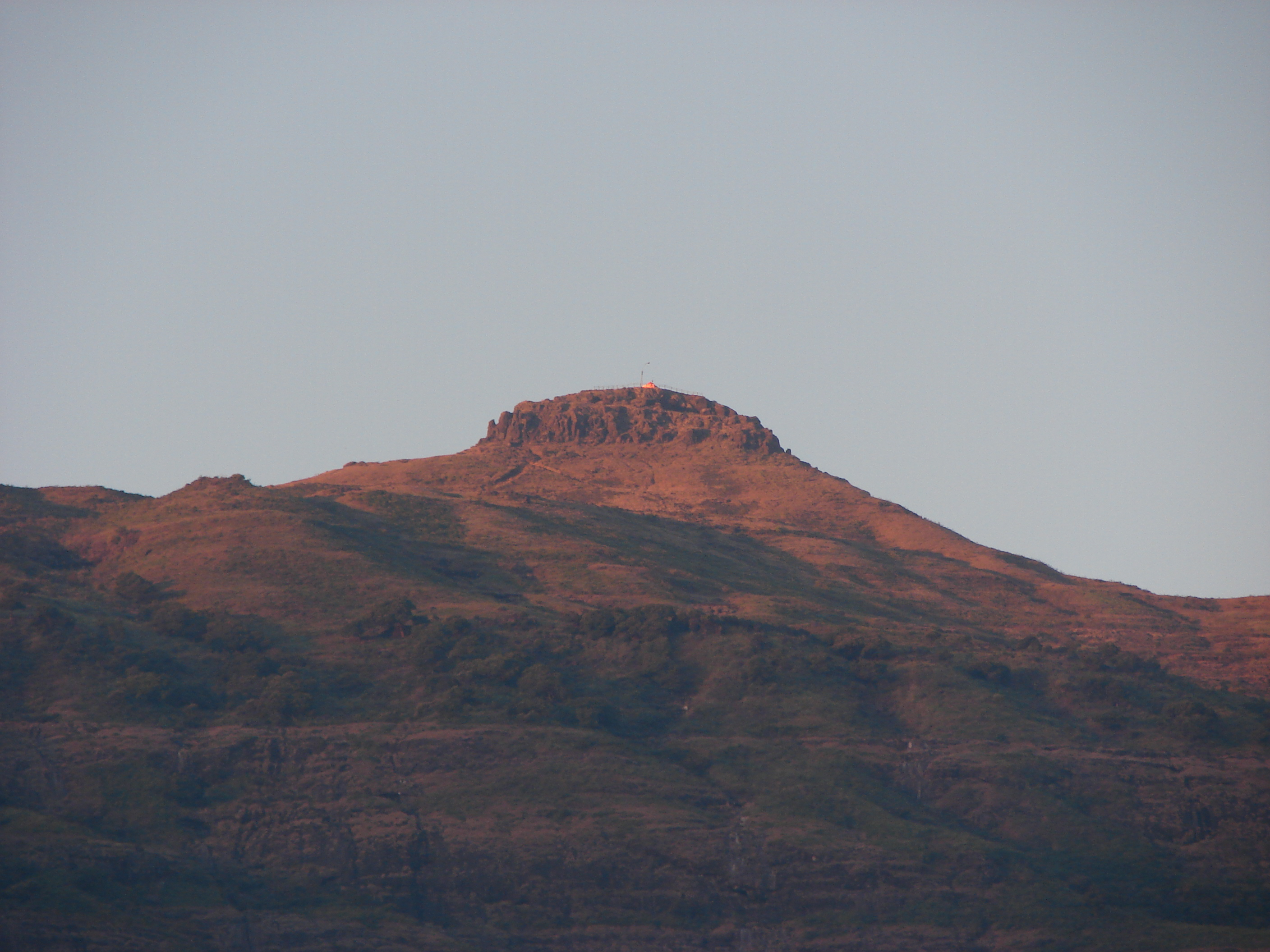
Kalasubai
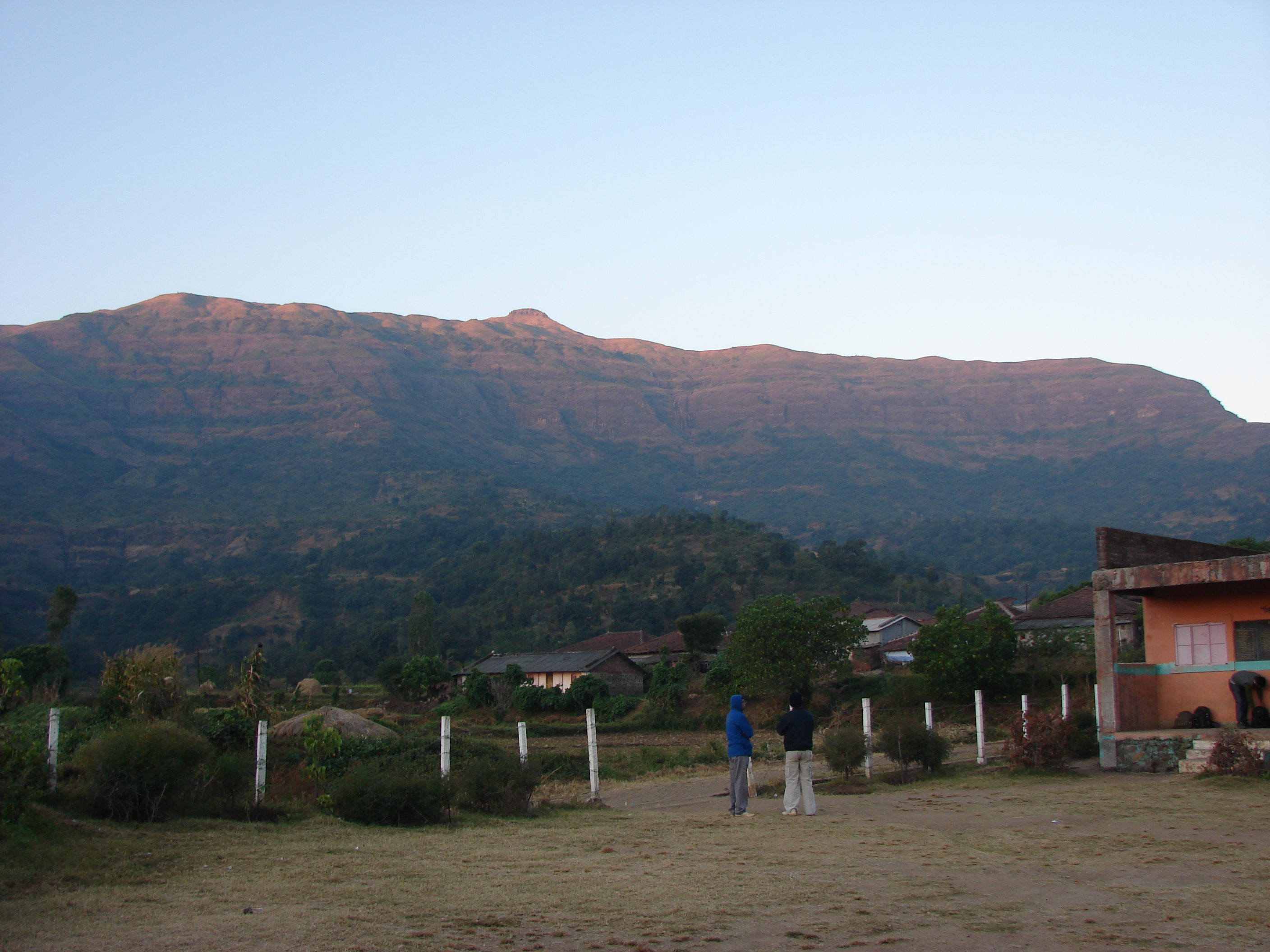
Kalsúbáí od základny
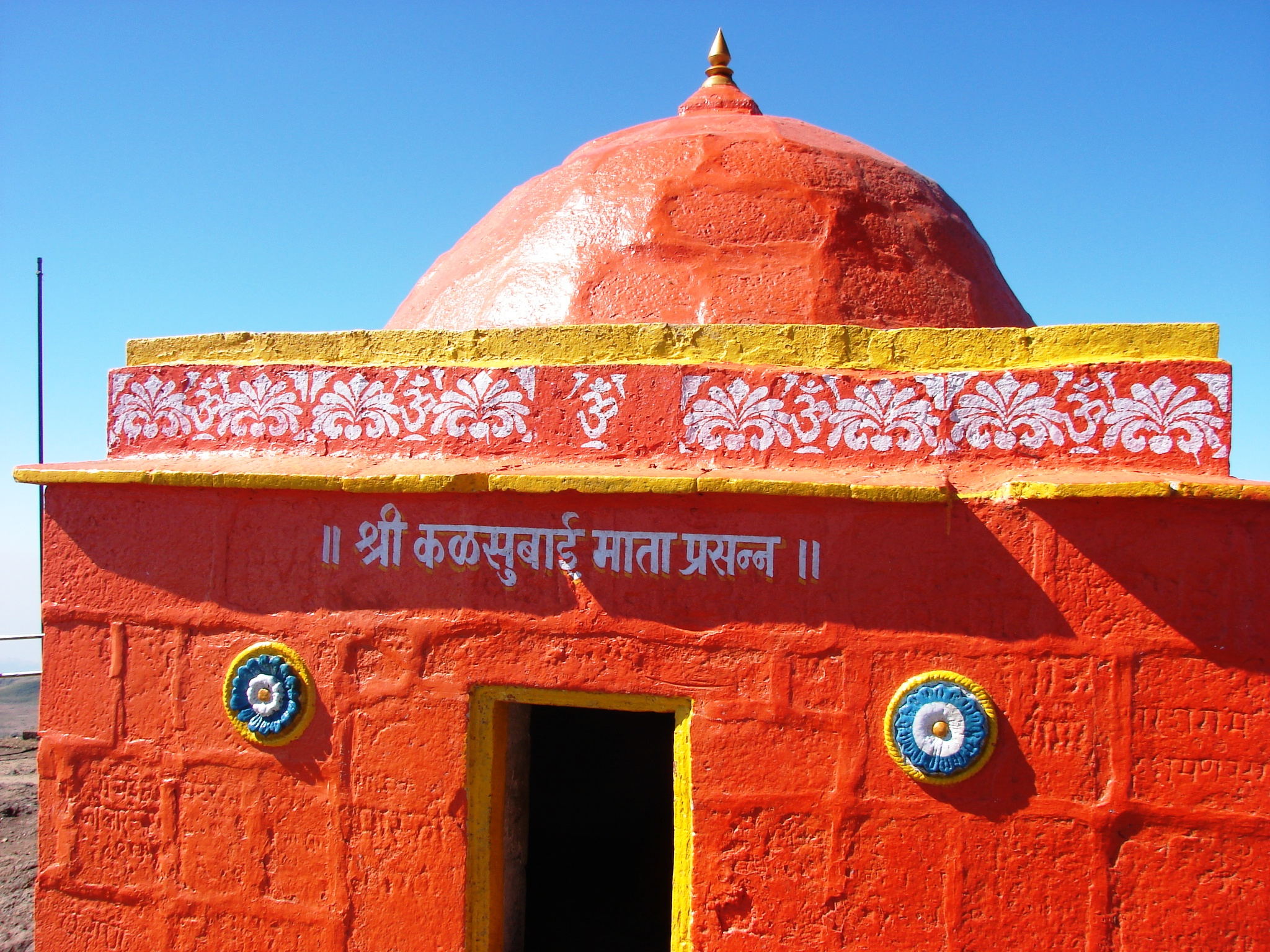
Chrámek na vrcholu Kalsúbáí
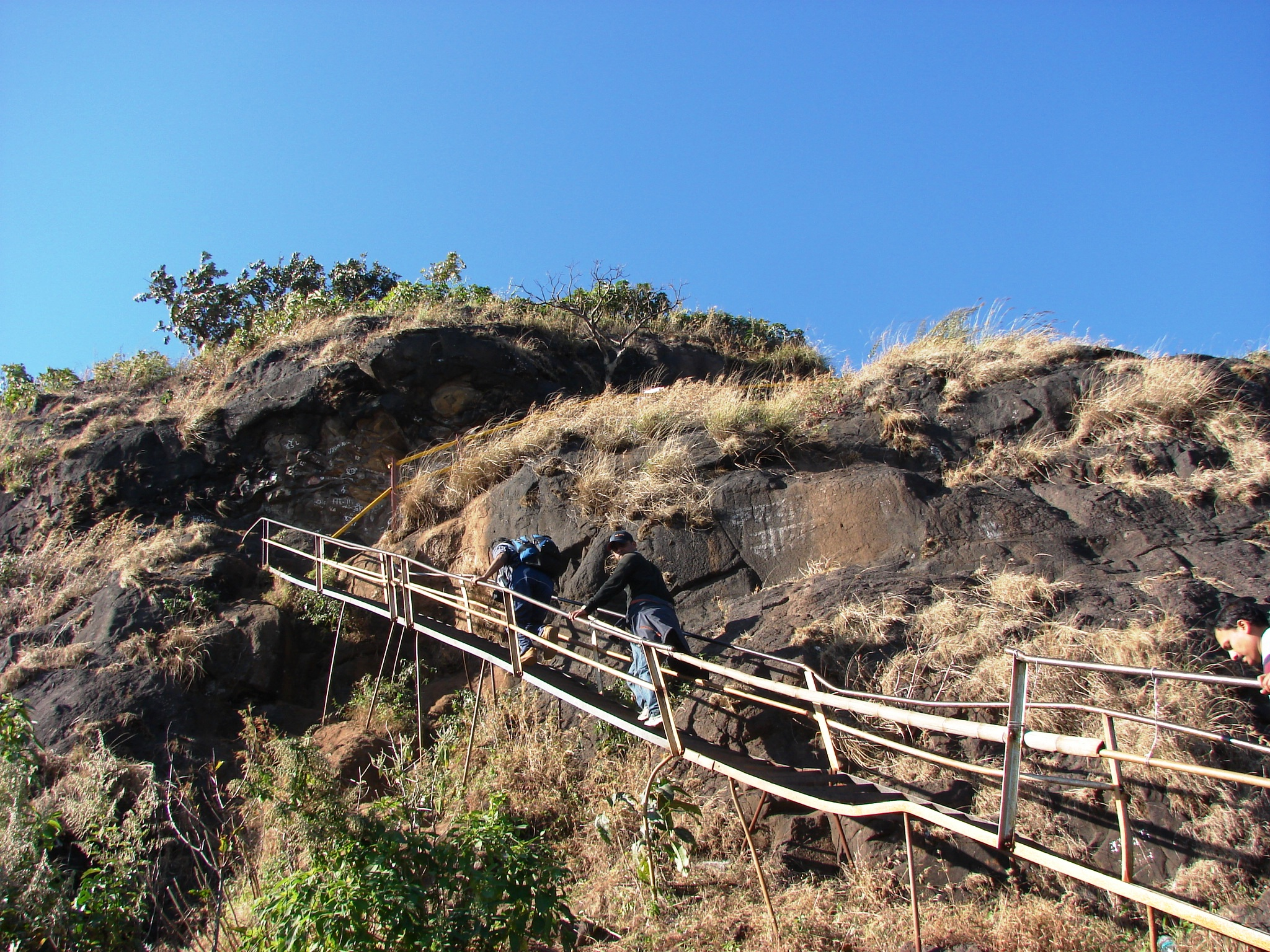
Schody na vrchol Kalsúbáí